# Longuesse
Longuesse és un municipi francès, situat al departament de Val-d'Oise i a la regió de Illa de França. L'any 2007 tenia 524 habitants.
Forma part del cantó de Vauréal, del districte de Pontoise i de la Comunitat de comunes Vexin centre.

## Demografia

### Població
El 2007 la població de fet de Longuesse era de 524 persones. Hi havia 184 famílies, de les quals 24 eren unipersonals (16 homes vivint sols i 8 dones vivint soles), 60 parelles sense fills, 92 parelles amb fills i 8 famílies monoparentals amb fills.
La població ha evolucionat segons el següent gràfic:
Habitants censats

### Habitatges
El 2007 hi havia 199 habitatges, 188 eren l'habitatge principal de la família, 4 eren segones residències i 7 estaven desocupats. 185 eren cases i 14 eren apartaments. Dels 188 habitatges principals, 160 estaven ocupats pels seus propietaris, 25 estaven llogats i ocupats pels llogaters i 3 estaven cedits a títol gratuït; 2 tenien una cambra, 12 en tenien dues, 20 en tenien tres, 45 en tenien quatre i 109 en tenien cinc o més. 166 habitatges disposaven pel capbaix d'una plaça de pàrquing. A 60 habitatges hi havia un automòbil i a 118 n'hi havia dos o més.

### Piràmide de població
La piràmide de població per edats i sexe el 2009 era:
| Homes | Edats   | Dones |
| ----- | ------- | ----- |
| 0     | 95 o +  | 0     |
| 0     | 90 a 94 | 0     |
| 0     | 85 a 89 | 0     |
| 4     | 80 a 84 | 0     |
| 0     | 75 a 79 | 0     |
| 4     | 70 a 74 | 8     |
| 8     | 65 a 69 | 12    |
| 16    | 60 a 64 | 20    |
| 12    | 55 a 59 | 8     |
| 24    | 50 a 54 | 16    |
| 20    | 45 a 49 | 16    |
| 36    | 40 a 44 | 20    |
| 20    | 35 a 39 | 28    |
| 24    | 30 a 34 | 32    |
| 12    | 25 a 29 | 16    |
| 16    | 20 a 24 | 4     |
| 12    | 15 a 19 | 24    |
| 16    | 10 a 14 | 28    |
| 24    | 5 a 9   | 24    |
| 16    | 0 a 4   | 8     |

## Economia
El 2007 la població en edat de treballar era de 362 persones, 264 eren actives i 98 eren inactives. De les 264 persones actives 257 estaven ocupades (134 homes i 123 dones) i 7 estaven aturades (4 homes i 3 dones). De les 98 persones inactives 32 estaven jubilades, 53 estaven estudiant i 13 estaven classificades com a «altres inactius».

### Ingressos
El 2009 a Longuesse hi havia 185 unitats fiscals que integraven 524 persones, la mediana anual d'ingressos fiscals per persona era de 25.482 €.

### Activitats econòmiques
Dels 23 establiments que hi havia el 2007, 1 era d'una empresa de fabricació d'altres productes industrials, 6 d'empreses de construcció, 3 d'empreses de comerç i reparació d'automòbils, 1 d'una empresa d'hostatgeria i restauració, 2 d'empreses financeres, 1 d'una empresa immobiliària, 6 d'empreses de serveis, 1 d'una entitat de l'administració pública i 2 d'empreses classificades com a «altres activitats de serveis».
Dels 9 establiments de servei als particulars que hi havia el 2009, 1 era un paleta, 1 guixaire pintor, 1 fusteria, 1 lampisteria, 2 electricistes, 1 restaurant i 2 salons de bellesa.
L'any 2000 a Longuesse hi havia 6 explotacions agrícoles que ocupaven un total de 363 hectàrees.

## Equipaments sanitaris i escolars
El 2009 hi havia una escola elemental.

## Poblacions més properes
El següent diagrama mostra les poblacions més properes.